# Campionati europei di atletica leggera 2022 - 200 metri piani maschili
La specialità dei 200 metri piani maschili dei campionati europei di atletica leggera 2022 si è svolta tra il 18 e il 19 agosto all'Olympiastadion di Monaco di Baviera, in Germania.

## Podio
| Pos.    | Atleta                   | Nazionalità   | Tempo | Note                                     |
| ------- | ------------------------ | ------------- | ----- | ---------------------------------------- |
| Oro     | Zharnel Hughes           | Gran Bretagna | 20"07 | Miglior prestazione personale stagionale |
| Argento | Nethaneel Mitchell-Blake | Gran Bretagna | 20"17 |                                          |
| Bronzo  | Filippo Tortu            | Italia        | 20"27 |                                          |

## Situazione pre-gara

### Record
Prima di questa competizione, il record del mondo (RM), il record europeo (EU) e il record dei campionati (RC) erano i seguenti.
| Record                | Prestazione | Atleta                | Data                                         | Competizione     |
| --------------------- | ----------- | --------------------- | -------------------------------------------- | ---------------- |
| Record mondiale       | 19"19       | Usain Bolt Giamaica   | 20 agosto 2009 Berlino, Germania             | Mondiali 2009    |
| Record europeo        | 19"72       | Pietro Mennea Italia  | 12 settembre 1979 Città del Messico, Messico | Universiadi 1979 |
| Record dei campionati | 19"76       | Ramil Guliyev Turchia | 9 agosto 2018 Berlino, Germania              | Europei 2018     |

### Campione in carica
Il campione europeo in carica era:
| Campione | Atleta                | Prestazione | Data                            | Competizione | Note                  |
| -------- | --------------------- | ----------- | ------------------------------- | ------------ | --------------------- |
| Europeo  | Ramil Guliyev Turchia | 19"76       | 9 agosto 2018 Berlino, Germania | Europei 2018 | Record dei campionati |

### La stagione
Prima di questa gara, gli atleti europei con le migliori tre prestazioni dell'anno erano:
| Pos. | Atleta                               | Prestazione | Data                                      |
| ---- | ------------------------------------ | ----------- | ----------------------------------------- |
| 1    | Blessing Afrifah Israele             | 19"96       | 4 agosto 2022 Cali, Colombia              |
| 2    | Méba-Mickaël Zeze Francia            | 19"97       | 3 luglio 2022 La Chaux-de-Fonds, Svizzera |
| 3    | Nethaneel Mitchell-Blake Regno Unito | 20"05       | 26 luglio 2022 Manchester, Gran Bretagna  |

## Risultati

### Batterie
Le batterie si sono corse a partire dalle 12:30 del 18 agosto. I primi 3 di ogni batteria (Q) e l'ulteriore tempo migliore tra gli esclusi (q) si qualificano alle semifinali.

#### Batteria 1
| Posizione | Corsia | Atleta                | Nazionalità | Tempo | Note |
| --------- | ------ | --------------------- | ----------- | ----- | ---- |
| 1         | 8      | Taymir Burnet         | Paesi Bassi | 20"48 | Q,   |
| 2         | 6      | Łukasz Żok            | Polonia     | 20"78 | Q    |
| 3         | 5      | Jan Jirka             | Rep. Ceca   | 20"84 | Q    |
| 4         | 7      | Mathias Hove Johansen | Norvegia    | 20"89 |      |
| 5         | 2      | Robin Vanderbemden    | Belgio      | 20"90 |      |
| 6         | 3      | Panayiótis Trivizás   | Grecia      | 21"00 |      |
| 7         | 4      | Marcus Lawler         | Irlanda     | 21"10 |      |
| 8         | 1      | Robin Erewa           | Germania    | 21"12 |      |

#### Batteria 2
| Posizione | Corsia | Atleta                | Nazionalità | Tempo | Note |
| --------- | ------ | --------------------- | ----------- | ----- | ---- |
| 1         | 8      | Fausto Desalu         | Italia      | 20"46 | Q,   |
| 2         | 2      | William Reais         | Svizzera    | 20"66 | Q,   |
| 3         | 4      | Gediminas Truskauskas | Lituania    | 20"67 | Q    |
| 4         | 3      | Samuel Purola         | Finlandia   | 20"77 | q    |
| 5         | 6      | Tazana Kamanga-Dyrbak | Danimarca   | 20"88 |      |
| 6         | 1      | Tamás Máté            | Ungheria    | 20"94 |      |
| 7         | 5      | Eduard Kubelík        | Rep. Ceca   | 21"25 |      |
| 8         | 7      | Jerai Torres          | Gibilterra  | 22"70 |      |

#### Batteria 3
| Posizione | Corsia | Atleta           | Nazionalità | Tempo | Note        |
| --------- | ------ | ---------------- | ----------- | ----- | ----------- |
| 1         | 8      | Ján Volko        | Slovacchia  | 20"48 | Q,          |
| 2         | 5      | Diego Pettorossi | Italia      | 20"65 | Q           |
| 3         | 4      | Daniel Rodríguez | Spagna      | 20"80 | Q, TR16.5.3 |
| 4         | 3      | Patryk Wykrota   | Polonia     | 20"81 | (.801) q    |
| 5         | 6      | Simon Hansen     | Danimarca   | 20"81 | (.804) q    |
| 6         | 2      | Felix Svensson   | Svizzera    | 20"90 |             |
| 7         | 7      | Jiří Polák       | Rep. Ceca   | 20"91 |             |

### Semifinali
Le semifinali si sono corse a partire dalle 20:30 del 18 agosto. I primi 2 di ogni semifinale (Q) e i 2 tempi migliori tra gli esclusi (q) si qualificano alla finale.

#### Semifinale 1
| Posizione | Corsia | Atleta           | Nazionalità   | Tempo | Note  |
| --------- | ------ | ---------------- | ------------- | ----- | ----- |
| 1         | 5      | Zharnel Hughes   | Gran Bretagna | 20"19 | Q,    |
| 2         | 6      | Joshua Hartmann  | Germania      | 20"33 | Q,    |
| 3         | 4      | Blessing Afrifah | Israele       | 20"34 | q,    |
| 4         | 8      | Fausto Desalu    | Italia        | 20"48 |       |
| 5         | 2      | Jan Jirka        | Rep. Ceca     | 20"80 |       |
| 6         | 3      | Mouhamadou Fall  | Francia       | 20"83 | [ 4 ] |
| 7         | 1      | Łukasz Żok       | Polonia       | 20"93 |       |
| -         | 7      | Simon Hansen     | Danimarca     | dns   |       |

#### Semifinale 2
| Posizione | Corsia | Atleta                | Nazionalità   | Tempo | Note    |
| --------- | ------ | --------------------- | ------------- | ----- | ------- |
| 1         | 4      | Charlie Dobson        | Gran Bretagna | 20"21 | Q,      |
| 2         | 6      | Ramil Guliyev         | Turchia       | 20"44 | Q,      |
| 3         | 5      | Méba-Mickaël Zeze     | Francia       | 20"47 | [ 4 ]   |
| 4         | 3      | Owen Ansah            | Germania      | 20"48 | [ 4 ]   |
| 5         | 7      | Diego Pettorossi      | Italia        | 20"75 | (.744)  |
| 5         | 1      | Daniel Rodríguez      | Spagna        | 20"75 | (.744), |
| 7         | 8      | Samuel Purola         | Finlandia     | 20"83 |         |
| 8         | 2      | Gediminas Truskauskas | Lituania      | 21"05 |         |

#### Semifinale 3
| Posizione | Corsia | Atleta                   | Nazionalità   | Tempo | Note                                     |
| --------- | ------ | ------------------------ | ------------- | ----- | ---------------------------------------- |
| 1         | 5      | Filippo Tortu            | Italia        | 20"29 | Q,                                       |
| 2         | 4      | Nethaneel Mitchell-Blake | Gran Bretagna | 20"34 | Q,                                       |
| 3         | 6      | Pol Retamal              | Spagna        | 20"38 | q,                                       |
| 4         | 8      | Ján Volko                | Slovacchia    | 20"39 | Miglior prestazione personale stagionale |
| 5         | 7      | Taymir Burnet            | Paesi Bassi   | 20"44 |                                          |
| 6         | 3      | Ryan Zeze                | Francia       | 20"58 | [ 4 ]                                    |
| 7         | 2      | William Reais            | Svizzera      | 20"82 |                                          |
| 8         | 1      | Patryk Wykrota           | Polonia       | 22"84 |                                          |

### Finale
La finale si è disputata alle 21:20 del 19 agosto.
| Posizione | Corsia | Atleta                   | Nazionalità   | Tempo | Note                                     |
| --------- | ------ | ------------------------ | ------------- | ----- | ---------------------------------------- |
| Oro       | 3      | Zharnel Hughes           | Gran Bretagna | 20"07 | Miglior prestazione personale stagionale |
| Argento   | 7      | Nethaneel Mitchell-Blake | Gran Bretagna | 20"17 |                                          |
| Bronzo    | 6      | Filippo Tortu            | Italia        | 20"27 |                                          |
| 4         | 5      | Charlie Dobson           | Gran Bretagna | 20"34 |                                          |
| 5         | 4      | Joshua Hartmann          | Germania      | 20"50 |                                          |
| 6         | 2      | Pol Retamal              | Spagna        | 20"63 |                                          |
| 7         | 1      | Blessing Afrifah         | Israele       | 20"69 |                                          |
| -         | 8      | Ramil Guliyev            | Turchia       | dnf   |                                          |